# Stephen Martin (hockey sur gazon)
Stephen Martin (né le 13 avril 1959 à Bangor (Irlande du Nord)) est un joueur de hockey sur gazon britannique. Il participe aux Jeux olympiques d'été de 1984 et aux Jeux olympiques d'été de 1988 où il remporte la médaille de bronze puis la médaille d'or .

## Palmarès

### Jeux olympiques
- Jeux olympiques de 1984 à Los Angeles,  États-Unis
  -  Médaille de bronze.
- Jeux olympiques de 1988 à Séoul,  Corée du Sud
  -  Médaille d'or.